# Capela de São Miguel (São Teotónio)
A Capela de São Miguel, igualmente conhecida como Ermida de São Miguel, é um monumento religioso demolido e um sítio arqueológico na freguesia de São Teotónio, no Município de Odemira, na região do Alentejo, em Portugal.

## Descrição
O imóvel consistia numa capela de tipologia rural, que estava situada junto à Rua da Igreja, num ponto elevado na povoação de São Miguel. Este local formava um patamar proeminente na margem setentrional da várzea da ribeira de Odeceixe.
O edifício era de pequenas dimensões, com uma planta longitudinal e escalonada, orientada de nascente a poente, que era formada por uma só nave e capela-mor, cobertos por telhados de duas águas. A nave estava disposta de forma transversal, uma vez que a sua largura era superior ao comprimento, enquanto que a capela-mor apresentava uma planta de forma quadrada. O exterior era muito sóbrio, sem quaisquer motivos decorativos, sendo as paredes rebocadas. As paredes eram construídas em alvenaria rústica, unida por argamassa e cal, areia e barro. A fachada principal tinha um só pano e era encimada por uma empena, sendo rasgada por uma porta de verga recta. Sobre o lado esquerdo da empena erguia-se um campanário de espadana em arco de volta perfeita, e com olhal também em arco pleno. A fachada Norte estava dividida em dois panos, correspondendo aos espaços da nave e da capela-mor, e era rasgada por uma porta, enquanto que a Sul era igual, mas não possuía quaisquer aberturas. O alçado oriental, que correspondia à cabeceira, tinha só um pano. No interior destacava-se a pia de água benta em cantaria, situada no lado da Epístola na nave, e o arco triunfal em arco de volta perfeita, que possuía uma moldura imitando cantaria suportada por impostas.
Junto à capela existia uma área sepulcral, existindo relatos orais da presença de várias sepulturas, de forma simples ou estruturadas por lajes e com tampas, situadas nos lados nascente, Norte e Sul, e que se situavam até cerca de trinta metros de distância. Com efeito, durante os estudos arqueológicos foram descobertos três grupos de vestígios osteológicos humanos, numa área que originalmente correspondia ao adro, pelo que provavelmente serão do mesmo período da capela.

## História
A área onde se erguia o edifício foi habitada pelo menos desde a época romana, podendo ter sido originalmente uma villa. A capela poderá ter sido construída em cima de um antigo templo pagão, uma vez que normalmente as capelas consagradas a São Miguel eram edificadas sobre antigas estruturas pagãs, situadas em locais elevados. Também existem relatos orais confimando a existência de muros no lado Sueste da ermida, que apresentavam uma sistema construtivo típico do período romano, que poderão ter sido cobertos por uma terraplanagem dos terrenos, em 2004.
O espólio encontrado no local está integrado em cronologias da era romana até à Idade Moderna, passando pela período islâmico. De especial interesse são os fragmentos de peças em cerâmica, que incluem taças meladas produzidas em torno dos séculos X ou XI, com pintura a óxido de manganês, uma jarrinha em pasta rosada, igualmente fabricada em torno e decorada com óxido de manganês, formando bandas horizontais lisas e onduladas, que provelmente pertence aos séculos IX ou X, terra sigillata sudgálica do século I e clara A do século II, e uma asa de ânfora Dressel 14 lusitana, dos séculos I a III. Outros materiais recolhidos no local incluem vestígios osteológicos humanos, restos de moluscos marinhos, escórias da redução de ferro, e uma vareta de bronze.
A capela em si poderá ter sido construída nos finais do século XVI ou princípios do século XVII, sendo de 1638 o registo mais antigo à sua presença. Foi encerrada ao culto no século XX e ficou ao abandono, embora a imagem do padroeiro tenha sido conservada na sacristia da Igreja Paroquial de São Teotónio.
O monumento foi demolido em 2004, pela Junta de freguesia de São Teotónio. Em 2011 o local foi alvo de trabalhos arqueológicos, no sentido de averiguar se existiam vestígios de ocupação anteriores à construção da capela, e se foram danificados pelo processo de demolição. Ao mesmo tempo, também se procurou estudar o impacto que a construção de um novo edifício teria nos vestígios arqueológicos. Foram descobertas as fundações da fachada da capela, e os restos osteológicos de dois indivíduos em frente, um deles uma criança. Estas inumações foram feitas em camadas de vestígios do período muçulmano, que se situam principalmente numa depressão na rocha base, prolongando-se depois sob a fachada e a nave da antiga capela, sendo o espólio composto principalmente por telhas de canudo com digitações onduladas laranjas e violáceas. Também foram descobertos alguns materiais da época do alto Império Romano, que estava misturados com as fundações da ermida e os restos das terraplanagens feitas em 2004. Em 2014 foram feitos novas pesquisas arqueológicas, igualmente no contexto da demolição da capela. Em Abril de 2016, o presidente da Câmara Municipal de Odemira esteve reunido com o padre Júlio Lemos sobre a a possibilidade de reconstrução da Capela de São Miguel, entre outros assuntos. Nessa altura, a autarquia estava a estudar a localização e o tipo de projecto que seria aplicado na construção de um novo edifício, enquanto que no sítio da antiga capela deveria ser instalado um monumento aos Caminhos de Santiago.